# إريك كريتشمان
إريك كريتشمان (بالألمانية: Erich Kretschmann)‏ (و. 1887 – 1973 م) هو فيزيائي، وأستاذ جامعي، ورياضياتي ألماني، ولد في برلين، توفي عن عمر يناهز 86 عاماً.

## التعليم
تعلم في جامعة هومبولت في برلين
.